# Liang Weikeng
Pour les articles homonymes, voir Liang.
Liang Weikeng est un joueur de badminton chinois né le 30 novembre 2000 à Canton. Il a remporté avec Wang Chang la médaille d'argent du double masculin aux Jeux olympiques d'été de 2024, organisés à Paris.